# Săbăreni, Giurgiu
Săbăreni este o comună în județul Giurgiu, Muntenia, România, formată numai din satul de reședință cu același nume.

## Așezare
Comuna se află în extremitatea nord-estică a județului, pe malul stâng al Ilfovului, la limita cu județele Dâmbovița și Ilfov. Este străbătută de șoseaua județeană DJ602, care o leagă spre nord-est în județul Ilfov de Chitila (unde se intersectează cu DN7) și Buftea (unde se termină în DN1A) și spre sud de Joița, apoi în județul Ilfov de Ciorogârla, Domnești (unde se intersectează cu DNCB) și București.

## Demografie
Componența etnică a comunei Săbăreni
     Români (94,6%)
     Alte etnii (0,49%)
     Necunoscută (4,91%)
Componența confesională a comunei Săbăreni
     Ortodocși (90,58%)
     Evanghelici (1,25%)
     Alte religii (2,04%)
     Necunoscută (6,14%)
Conform recensământului efectuat în 2021, populația comunei Săbăreni se ridică la 3.683 de locuitori, în creștere față de recensământul anterior din 2011, când fuseseră înregistrați 2.864 de locuitori. Majoritatea locuitorilor sunt români (94,6%), iar pentru 4,91% nu se cunoaște apartenența etnică. Din punct de vedere confesional, majoritatea locuitorilor sunt ortodocși (90,58%), cu o minoritate de evanghelici (1,25%), iar pentru 6,14% nu se cunoaște apartenența confesională.

## Politică și administrație
Comuna Săbăreni este administrată de un primar și un consiliu local compus din 11 consilieri. Primarul, Viorel Iosif[*], de la Partidul Național Liberal, este în funcție din 2004. Începând cu alegerile locale din 2024, consiliul local are următoarea componență pe partide politice:
|  | Partid                    | Consilieri | Componența Consiliului | Componența Consiliului | Componența Consiliului | Componența Consiliului | Componența Consiliului | Componența Consiliului |
|  | ------------------------- | ---------- | ---------------------- | ---------------------- | ---------------------- | ---------------------- | ---------------------- | ---------------------- |
|  | Partidul Național Liberal | 6          |                        |                        |                        |                        |                        |                        |
|  | Partidul Social Democrat  | 5          |                        |                        |                        |                        |                        |                        |

## Istorie
Comuna s-a format în 1931, când satul Săbăreni s-a separat de comuna Popești-Dragomirești din județul Ilfov. În 1950, ea a fost transferată raionului Răcari din regiunea București. În 1968, a revenit la județul Ilfov, reînființat, dar a fost desființată imediat, satul ei trecând în componența comunei Joița. În 1981, o reorganizare administrativă regională a dus la transferarea comunei Joița la județul Giurgiu. Comuna Săbăreni a fost reînființată în 2004 prin separarea satului ei de comuna Joița.